# Čopasti ponirek
Čopasti ponirek (znanstveno ime Podiceps cristatus) je vodni ptič iz družine ponirkov (Podicipedidae). V večjem delu Evrope je največji in najprepoznavnejši med ponirki.

## Opis
Čopasti ponirek je dolg 46–51 cm in ima premer peruti 59–73 cm. Ima zelo prepoznavno podolgovato obliko telesa s trupom nizko nad vodno gladino in dolgim, vitkim vratom, ki ga drži bodisi pokonci, bodisi nekoliko nazaj nad trupom. Odrasli v poletnem perju so nezamenljivi s črnimi čopi peres na glavi in rdečerjavimi ob vratu. Od podobnega rjavovratega ponirka ga najlaže ločimo po beli obrobi oči in prisotnosti čopov. Kljun je koničast in zelo dolg. Samca in samice po telesni obliki in obarvanosti ni mogoče ločiti.
Tudi mladiči imajo značilno obarvanost - po trupu so sivi, na glavi pa je črno bel zebrast vzorec, po katerem jih je enostavno ločiti od vseh drugih vrst ponirkov.

### Vedenje
Čopasti ponirek je vodni ptič. Gnezdo si zgradi blizu obale med rastlinjem. Samica po navadi izleže dve jajci. Mladiči začnejo plavati in se potapljati skoraj takoj po izvalitvi. Eden od staršev jih včasih prenaša na hrbtu.
Dolg in zašiljen kljun izdaja, da so ti ptiči aktivni lovci. Pod vodo lovijo večinoma ribe, pa tudi rake, vodne žuželke in manjše žabe.
Znani so predvsem po zapletenem vzorcu dvorjenja, pri katerem razkazujejo čopke na glavi.

## Razširjenost in ogroženost
Živijo v sladkovodnih jezerih po vsej Evropi, Afriki in Aziji do Oceanije. Zaradi velikega območja razširjenosti in populacije, ki jo ocenjujejo na 530.000 do 1.700.000 osebkov, ne velja za ogroženo vrsto in je po kriterijih IUCN uvrščen med najmanj ogrožene vrste. Čopasti ponirki, ki živijo v južnejših predelih območja razširjenosti preživijo celo leto na istem območju, severneje živeči pa se pozimi odselijo v toplejše kraje.
V Sloveniji so bili še v 1970. letih čopasti ponirki opaženi samo med preletom, kasneje pa so ob povečanju števila pričeli gnezditi, predvsem v severovzhodnem delu države. Ugotovili so, da prezimijo na slovenskem osebki, ki so sem prileteli iz severnejših krajev, od tu pa se odselijo južneje. Prezimujejo predvsem na Dravi, v večjem številu pa tudi na Obali.

## Galerija
- Par med dvorjenjem
- Par
- Par z mladiči
- Par z mladičem na gnezdu
- Jajca v muzejski zbirki